# Упохлави
Упохлави (чеш. Úpohlavy) је насељено мјесто са административним статусом сеоске општине (чеш. obec) у округу Литомјержице, у Устечком крају, Чешка Република.

## Становништво
Према подацима о броју становника из 2014. године насеље је имало 266 становника.